# 维也纳音乐与表演艺术大学

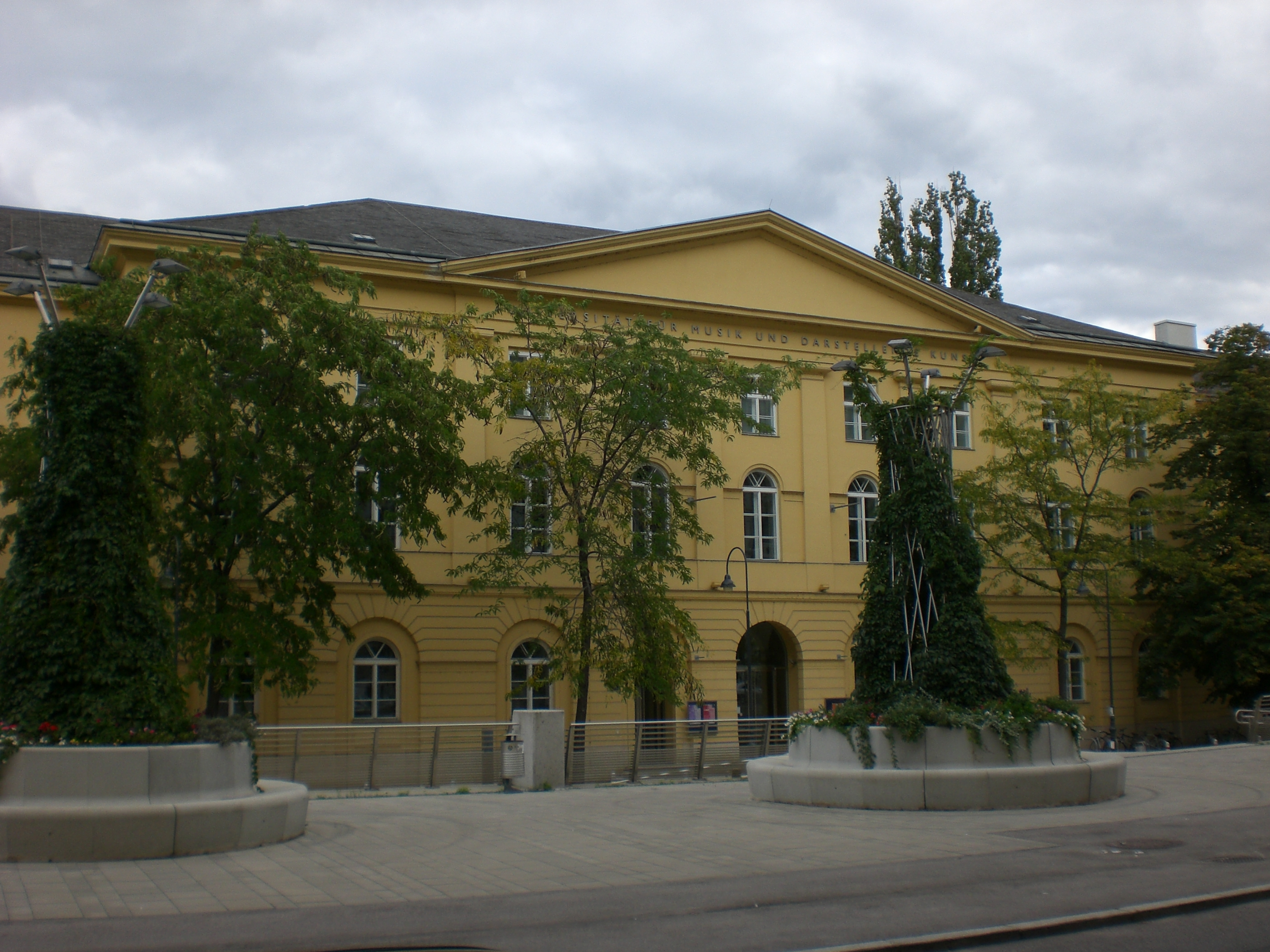
学校主楼

维也纳音乐与表演艺术大学（德語：Universität für Musik und darstellende Kunst Wien，缩写：MDW）成立于1817年，是一所位于維也納的奥地利大学。目前学校有在校学生超过3,000名。
维也纳音乐与表演艺术大学于1817年由维也纳音乐之友协会创立。学校现有24个院系，涵括戏剧、电影、声学等诸多门类。学校还负责组织包括国际贝多芬钢琴比赛在内的多个比赛活动，培育了大批活跃在奥地利各地乐团的音乐家，与维也纳爱乐乐团有着紧密的合作。

## 校史
1817年，“音乐之友协会音乐学院”（Konservatorium der Gesellschaft der Musikfreunde）在维也纳由音乐之友协会仿照巴黎音乐学院而成立，最初由于缺乏资金仅是一个歌唱学校，由安东尼奥·萨列里指导。1819年，学校聘用了小提琴家約瑟夫·伯姆，开始了第一门乐器教学，至1827年绝大多数的管弦乐器科目都已开始授课。1848年至1851年间，由于受到奥地利革命的影响，学校一度失去资金来源，被迫关闭。
1851年开始，老约瑟夫·赫尔默斯贝格尔担任校长，学校迎来了40余年的繁荣发展期。九〇年代，学生数量已经超过1,000人。1909年起，学校被国有化，更名为“皇家音乐与表演艺术学院”（k.k. Akademie für Musik und darstellende Kunst）。1928年学校又新增了马克斯·莱因哈特歌剧系和音乐教育系。二战期间，学校曾更名为“维也纳帝国音乐高校”（Reichshochschule für Musik Wien）。1970年，学校正式获得高等院校资格，并自1998年开始使用现校名“维也纳音乐与表演艺术大学”。

## 人物

### 知名校友
按姓氏首字母排序：
- 克劳迪奥·阿巴多
- 汉斯·艾斯勒
- 乔治·埃内斯库
- 卡尔·戈德马克
- 朱宗慶
- 尼古劳斯·哈农库特
- 莱奥什·雅纳切克
- 马里斯·扬颂斯
- 约瑟夫·约阿希姆
- 赫伯特·冯·卡拉扬
- 克莱门斯·克劳斯
- 弗里茨·克莱斯勒
- 古斯塔夫·马勒
- 祖宾·梅塔
- 尼基施·阿图尔
- 基里爾·佩特連科
- 汉斯·里希特
- 汉斯·罗特
- 海因里希·席夫
- 尤里西·塞德尔
- 让·西贝柳斯
- 马克斯·施泰纳
- 内田光子
- 胡戈·沃尔夫
- 亚历山大·冯·策姆林斯基

### 歷任院長
- 老約瑟夫·黑爾梅斯伯格：1851年—1893年
- 費迪南德·洛維（德语：Ferdinand Löwe (Dirigent)）：1919年—1922年
- 约瑟夫·马克思：1922年—1927年
- 弗朗兹·施密特：1927年—1931年
- 米夏耶爾·費生舒拉格（英语：Michael Frischenschlager）：1992年—1996年

### 知名讲师
- 约瑟夫·伯姆
- 谢尔盖·爱德华铎维奇·波特凯维茨
- 安东·布鲁克纳
- 罗伯特·富克斯
- 迈克尔·哈内克
- 老约瑟夫·赫尔默斯贝格尔（英语：Joseph Hellmesberger Sr.）
- 约瑟夫·克里普斯
- 约瑟夫·马克思
- 马克斯·莱因哈特
- 安东尼奥·萨列里
- 阿诺德·勋伯格
- 弗朗兹·施密特
- 弗朗兹·施雷克尔
- 费利克斯·魏因加特纳